# Gran Premio de Denver
El Gran Premio de Denver es una carrera de automovilismo de velocidad que se disputó en plena ciudad de Denver, estado de Colorado, Estados Unidos. Fue fecha puntuable de la serie CART, luego renombrada a Championship Auto Racing Teams, y tuvo como teloneras a la Indy Lights y la Fórmula Atlantic según la edición.

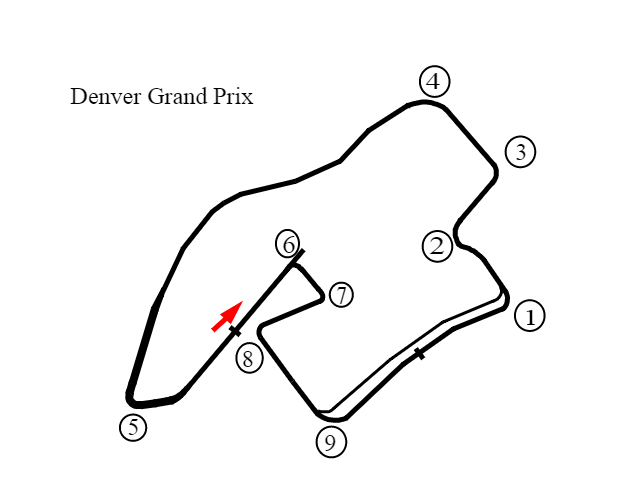
Plano del circuito alrededor del Pepsi Center.

En 1990 y 1991, el Gran Premio de Denver se disputó en un circuito de carreras callejero situado cerca del centro cívico de la ciudad. Ambas ediciones tuvieron lugar a fines de agosto, luego de las 500 Millas de Michigan y previo al Gran Premio de Vancouver, tomando el sitio que solía ocupar las 500 Millas de Pocono.
La carrera retornó en 2002 en un trazado distinto, de 2.640 metros de longitud, en la playa de estacionamiento del Pepsi Center. Esa edición y la 2003 se celebraron a fines de agosto, una semana antes de la fecha de Montreal, en tanto que las de 2004 hasta 2006 se disputaron a mediados de agosto, dos semanas antes de la carrera de Montreal. La edición 2007, planeada para mediados de agosto, fue cancelada antes de que comenzaran los campeonatos que la disputarían.

## Ganadores
| Año                                            | Piloto                                         | Automóvil                                      | Equipo                                         |
| Circuito callejero de Civic Center (1990-1991) | Circuito callejero de Civic Center (1990-1991) | Circuito callejero de Civic Center (1990-1991) | Circuito callejero de Civic Center (1990-1991) |
| ---------------------------------------------- | ---------------------------------------------- | ---------------------------------------------- | ---------------------------------------------- |
| 1990                                           | Al Unser Jr.                                   | Lola Chevrolet-Ilmor                           | Galles/Kraco                                   |
| 1991                                           | Al Unser Jr.                                   | Lola Chevrolet-Ilmor                           | Galles/Kraco                                   |
| 1991-2001                                      | No se disputó                                  | No se disputó                                  | No se disputó                                  |
| Circuito callejero de Pepsi Center (2002-2006) |                                                |                                                |                                                |
| 2002                                           | Bruno Junqueira                                | Lola Toyota                                    | Ganassi                                        |
| 2003                                           | Bruno Junqueira                                | Lola Ford-Cosworth                             | Newman/Haas                                    |
| 2004                                           | Sébastien Bourdais                             | Lola Ford-Cosworth                             | Newman/Haas                                    |
| 2005                                           | Sébastien Bourdais                             | Lola Ford-Cosworth                             | Newman/Haas                                    |
| 2006                                           | A. J. Allmendinger                             | Lola Ford-Cosworth                             | Forsythe                                       |